# Димљени крап
Димљени крап је традиционални црногорски специјалитет који се спрема у насељима око Скадарског језера.

## О крапу
Крап је једна од најпознатијих међу многобројним врстама риба које насељавају Скадарско језеро. То је дивља форма шарана. Потиче из кинеске провинције Манџурије, одакле је насељен у реке Медитеранског, Аралског и Каспијског слива. Ово је крупна, топлољубива врста која се најбоље осећа у Сунцем загрејаним водама нижих надморских висина. Као своје станиште, од кога се ређе удаљава, обично бира осунчана места до дубине од 2 м, где има потопљених пањева и стабала која су дуже време у води. Овакво дрво је насељено црвима који су за крапа, поред шкољки и пужева, главна храна. Мрести се од маја до јуна, при температури воде од 15 до 20 °, у плићацима обраслим воденим биљем, као и на теренима који су поплављени. Женка положи од 50.000 до 1.664.000 комада јајашаца. Чим се рибице излегу, хране се зоопланктоном, а кад достигну дужину од 2 цм почињу да се хране на дну реке, где траже ларве инсеката, делове биљака и семе. У Европи, шаран се храни само у току топле сезоне. Када температура падне испод °C, шаран прелази у потпуно мировање.

## Димљење крапа
Да би се крап димио, потребно га је претходно припремити. Уловљени крап претходно се очисти, а онда се добро осоли морском сољу и тако остави 24 сата. После усољавања крап се провуче кроз воду, како би се уклонили груменови соли. Овако усољена и опрана риба поставља се на штап и дими се наредна 24 сата. Ватру над којом ће се крап димити најбоље је ложити дивљим наром или врбовином, јер њихов дим има специфичну арому и месу даје лепу црвенкасту боју. У неким местима крап се дими краће, на диму, ветру и сунцу.
Димљење крапа је сложен процес, па је овај деликатес доста скуп, некада скупљи и од чувеног његушког пршута. Данас се у црногорским трговинама могу наћи већ припремљени и маринирани, смрзнути димљени крап.

## Традиционални црногорски рецепт за припрему димљеног крапа
Приликом куповине треба бирати крапове који нису претврди и немају остатака соли на себи.
Састојци:
- 1 кг димљеног крапа
- 300 мл маслиновог уља
- 1 главица белог лука
- 1 веза першуна
- 1 лимун
- Ловоров лист по жељи
- бибер по жељи

Претходно опраног димљеног крапа треба изрезати на комаде, па их само провући кроз врућу воду да се проперу од чађи и соли. Изрезане комаде треба скувати у обичној води, у коју се по жељи може додати ловоров лист и бибер, али добро припремљеном крапу то и није потребно. Крапа треба кувати на ниској температури, око 20–30 минута пошто вода проври. Крап је скуван када месо побели и лагано се одваја од костију. Кување не треба да траје предуго, да се месо не би раскувало. После кувања месо треба оцедити од воде, а још топле комаде добро залити припремљеном маринадом, и оставити да се прохлади.
маринада се припрема док се крап кува. Бели лук и першун ситно се насецкају. Лимун се исцеди. Першун, бели лук и лимунов сок додају се у припремљено маслиново уље и све се остави до краја кувања рибе.
Овако спремљен крап може и да се замрзне. Послије одмрзавања само га треба подгрејати у рерни.

### Послуживање
Димљени крап се најчешће служи као хладно предјело или као главно јело. Ако је димљени крап главно јело, као прилог се служи барени кромпир, или кромпир салата.

### Варијације
Постоје и варијације у начину припреме димљеног крапа, али је рецепт у основи исти. Неки кувари у воду у којој се риба кува додају и сирће (1 шољица на 2,5 л воде).

## Манифестација „Дан крапа”
У туристичком комплексу Плавница надомак подгоричког насеља Бериславци сваке године, почевши од 2015. почетком јуна се одржава једнодневна едукативно-промотивна манифестација „Дан крапа”, посвећена локалној гастрономској култури становника Скадарског језера, тачније локалним специјалитетима од крапа (шарана) који се лови у овом језеру. Током ове манифестације посетиоци се, осим са локалним гастрономским специјалитетима, могу упознати и са богатом флором и фауном Скадарског језера. На овој манифестацији се, кроз гастрономски програм, представља амбијенталне, културне и туристичке вредности басена Скадарског језера, а уједно и као најава туристичке сезоне. Манифестација се организује поводом почетка летње туристичке сезоне, као и отварања сезоне риболова.

## Димљени шаран у другим националним кухињама
Димљени шаран се припрема и у другим националним кухињама, али се разликују начини самог сушења, као и припреме.
У Србији је последњих година веома популаран димљени шаран, посебно на славским трпезама током времена поста. За разлику од црногорске кухиње, овде се шаран суши у пушницама, а само јело се припрема пржењем у уљу или печењем у рерни. Постоје и рецепти са вином, пиринчем и разни други.